# Volley Haasrode Leuven (volley-ball féminin)
Volley Haasrode Leuven est un club belge de volley-ball basé à Louvain évoluant pour la saison 2016-2017 en Ligue B Dames. 

## Effectifs

### Saison 2010-2011
Entraîneur : Mario Trochs  Belgique